# Canal de l'Oder à la Sprée

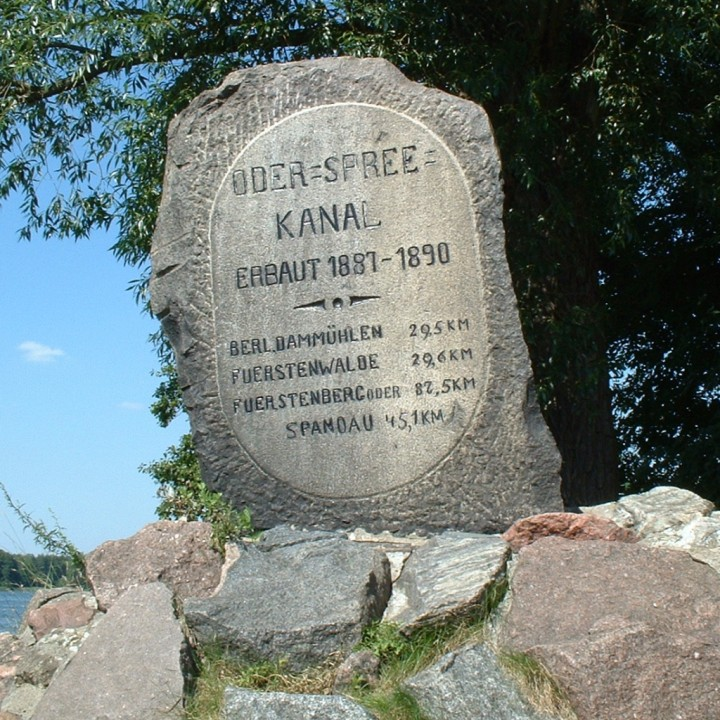
Monument sur l'historique du canal de l'Oder à la Spree

Le Canal de l'Oder à la Sprée est une voie d'eau artificielle qui relie la rivière Dahme dans le quartier de Berlin de Schmöckwitz à la rivière Sprée à la hauteur de la ville de Fürstenwalde en passant par le lac de Seddinsee situé au sud-est de Berlin.

## Caractéristiques
Le Canal Oder-Spree a une longueur de 87,7 kilomètres de long. Une dénivellation de 7,80 mètres est franchi au moyen de trois écluses.
Par son lien avec la rivière Dahme, le canal Teltow permet à la navigation de gagner le canal de l'Oder à la Sprée et de là le fleuve Oder et la Pologne. 
Les travaux de creusement durèrent trois ans et le canal fut inauguré en 1890.